# آدواله آکینویه آگباجه
آدواله آکینویه آگباجه (به انگلیسی: Adewale Akinnuoye-Agbaje) (زادهٔ ۲۲ اوت ۱۹۶۷) بازیگر، وکیل و مدل انگلیسی نیجریهای‌تبار است. از بهترین نقش‌های وی می‌توان به نقش آقای اکو در مجموعه لاست و سیمون آدبیسی در Oz اشاره کرد.

## گزیده فیلم‌شناسی
فهرست برخی از فیلم‌هایی که آدواله آکینویه آگباجه در آنها به ایفای نقش پرداخته‌است:
- ایس ونچورا: هنگامی که طبیعت فرا می‌خواند (۱۹۹۵)
- بازگشت مومیایی (۲۰۰۱)
- بانوی ادویه‌جات (۲۰۰۵)
- لژیونر (۱۹۹۸)
- هویت بورن (۲۰۰۲)
- جی. آی. جو: ظهور کبرا (۲۰۰۹)
- آدمکش ویژه ()
- بلال: نژاد جدید قهرمان (۲۰۱۶)
- موجود (فیلم ۲۰۱۱) (۲۰۱۱)
- سریع‌تر (۲۰۱۰)
- ثور: دنیای تاریک (۲۰۱۳)
- پمپئی (۲۰۱۴)
- جوخه انتحار (۲۰۱۶)
- لاست (۲۰۰۵–۲۰۰۶) (مجموعه تلویزیونی)
- ضربه مغزی (۲۰۱۵)
- ادیسه آمریکایی (۲۰۱۵)
- ترامبو (۲۰۱۵)
- آنی (۲۰۱۴)
- حمله متقابل: عملیات سپیده‌دم (۲۰۱۱) (مجموعه تلویزیونی)
- گلوله به سر (۲۰۱۳)
- کنگو (۱۹۹۵)
- نخبگان قاتل (۲۰۱۱)
- دفترچه خاطرات کفش قرمز (۱۹۹۴)
- پرده دو (۱۹۹۶)
- مانک (۲۰۰۹)
- بازی تاج‌وتخت (۲۰۱۵)
- تالاب‌ها (۲۰۱۷)